# Нижнеискубашское сельское поселение
Нижнеискубашское сельское поселение — сельское поселение в Кукморском районе Республики Татарстан России.
Административный центр — село Нижний Искубаш.

## Населенные пункты
В состав сельского поселения входит 5 населённых пунктов:
- сёла: Нижний Искубаш, Верхний Искубаш.
- деревни: Битлянгур, Красные Горы, Новое Никольское.

## Население
| 2010 | 2011  | 2012  | 2013  | 2014  | 2015  | 2016  |
| ---- | ----- | ----- | ----- | ----- | ----- | ----- |
| 1063 | ↘1062 | ↘1040 | ↗1057 | ↘1037 | ↗1041 | ↘1010 |
| 2017 | 2018  |       |       |       |       |       |
| ↘993 | ↘974  |       |       |       |       |       |